# Paul Lunaud
Paul Lunaud est un peintre français, né à Brantôme le 22 décembre 1900, et mort dans la même ville le 21 novembre 1949.

## Biographie
Paul Lunaud est le fils d'Aubin Lunaud, appartenant à une famille d'ébénistes de Brantôme, mort en 1917, et de Marie Masset. Les Masset étaient une famille de meuniers très anciennement implantée dans la région de Brantôme et qui possédaient le moulin de Grenier au bord de la Dronne. Il va apprendre la minoterie auprès de son oncle, Raymond Masset.
Son goût pour le dessin et la peinture est apparu très tôt. Dès que le travail au moulin lui laisse du temps libre, il dessine et il peint. Autodidacte, il a été conseillé par le peintre brantômois Robert Dessales-Quentin (1885-1958), élève de Jean-Paul Laurens.
Il expose au Salon de la Société des artists français où il obtient, en 1939, un grand prix avec la mention spéciale du jury. Il avait exposé Femme endormie et L'été au pays basque.
Il a créé en 1902 avec son ami Robert Dessales-Quentin la Société des artistes peintres amis de Brantôme qui a contribué au succès du « Salon de Brantôme », entre 1936-1939.
En 1949, il est atteint d'une grave maladie des reins qui va le rendre aveugle. Il meurt le 21 novembre.

## Hommage
- Rue Paul Lunaud, à Brantôme.